# میلوتیتسه
میلوتیتسه (به چکی: Milotice) یک منطقهٔ مسکونی در جمهوری چک است که در ناحیه هودونین واقع شده‌است. میلوتیتسه ۱۲٫۶۰ کیلومتر مربع مساحت و ۱٬۹۳۱ نفر جمعیت دارد و ۱۸۴ متر بالاتر از سطح دریا واقع شده‌است.